# Alexandru Olah
Alexandru Olah, né le 15 octobre 1993, à Timișoara, en Roumanie, est un joueur roumain de basket-ball. Il évolue au poste de pivot.

## Palmarès et distinctions

### Distinctions personnelles
- 3 fois joueur de la semaine en championnat de Belgique[1],[2].